# Ooencyrtus acastus
Ooencyrtus acastus är en stekelart som beskrevs av Trjapitzin 1967. Ooencyrtus acastus ingår i släktet Ooencyrtus och familjen sköldlussteklar. Inga underarter finns listade i Catalogue of Life.